# E-Demokratie
Unter E-Demokratie versteht man die Vereinfachung und Durchführung von Prozessen zur Information, Kommunikation und Transaktion innerhalb und zwischen Institutionen der Legislative, Bürgern, Unternehmen und weiteren staatlichen Institutionen durch den Einsatz von Informations- und Kommunikationstechnologien.
Hierbei spielt aber auch die Willens- und Meinungsbildung oder die Wahl, also das Vorfeld zur Besetzung der Institutionen eine Rolle. Die Nutzung von E-Demokratie-Angeboten ist freiwillig, solange Internetwahlen (Elektronische Stimmabgabe) nicht landesweit etabliert sind. Die für E-Demokratie verwendeten Medien schließen vielmehr sogar mögliche Nutzer aus, etwa Bürger ohne Internetzugang. Sie ist Teil des E-Governments.

## Formen der E-Demokratie
Man unterscheidet zwischen „Top-down-“ und „Bottom-up-Aktionen“. Im ersten Fall werden Maßnahmen im Rahmen der E-Demokratie von Amtsinhabern, im zweiten Fall von Bürgern initiiert. Beispielsweise wird im Rahmen des Projekts LiquidFriesland zwischen „Verwaltungsverfahren“ und „Bürgerverfahren“ unterschieden.
Daneben gibt es die Unterscheidung zwischen direktdemokratischen und indirektdemokratischen Formen der E-Demokratie.

### Direktdemokratische Formen
- Internetwahlen bieten die Möglichkeit, bei Wahlen oder Referenden die Stimme über das Internet abzugeben.
- E-Protest schafft Verknüpfungen für Protestaktionen, etwa über die Webpräsenz einer Bürgerinitiative.
- E-Activism ist ein Überbegriff für Internet-basierende Bottom-up-Initiativen, die sich meist sehr direkt an der Durchsetzung eines bestimmten politischen Ziels oder der Mitteilung politischer Interessen orientieren.
- E-Partizipation ermöglicht Bürgerinnen und Bürgern eine Einflussnahme auf politischen Entscheidungen über das Internet, etwa bei Bauvorhaben oder Planungsprozessen.
- Online Deliberation ermöglicht es Bürgerinnen und Bürgern ergänzend zu den Merkmalen der E-Partizipation, Parlamenten und Verwaltungen eigene Vorschläge zu machen und gemeinsam zu beratschlagen.

### Indirektdemokratische Formen
- E-Information dient als Einstieg in die elektronische Willensbildung, zum Beispiel über eine Bereitstellung von Informationen auf der Webpräsenz einzelner Politiker.
- E-Parliament bezieht den Bürger in parlamentarische Arbeit ein, etwa durch Diskussionsforen auf der Webpräsenz der Parlamente.
- E-Party bietet Parteimitgliedern Möglichkeiten zur Mitarbeit über das Internet.
- E-Petitioning (Online-Petition) bietet Bürgern die Möglichkeit den Petitionsausschüssen der Parlamente direkt Fragen zu stellen und Missstände aufzuzeigen
- Internetwahlkampf stellt Informationen von Wahlkämpfern bereit.

### Weitere Ansätze
Neben den beschriebenen Elementen der E-Demokratie, die im Wesentlichen auf eine direkte Einflussnahme oder die Abbildung bestehender politischer Prozesse im Netz abstellen, bestehen weitere Ansätze. Der Fokus neuer Angebote, die sich der sozialen Software bedienen, richtet sich nicht auf die formalisierte Einflussnahme, sondern auf eine nachhaltige Verbesserung der Kommunikation zwischen Bürgern und politischen Akteuren. Mit seinen demokratischen Strukturen bietet das Internet eine Reihe von Möglichkeiten, den Bürger in die politische Willensbildung einzubeziehen. Dabei werden Elemente wie nutzergenerierte Inhalte, Bewertungsplattformen und Online-Gemeinschaften aufgegriffen und auf die Politik adaptiert. Ziel ist es, politische Beteiligung einfach und spannend zu gestalten, durch aggregierte Bewertungen „Volkes Wille“ klar an die Politik zu kommunizieren und durch den Social-Community-Gedanken eine Vernetzung politischer Anliegen zu ermöglichen.
In der Konzeption der Liquid Democracy sind Grundgedanken der E-Demokratie weiterentwickelt worden.

## Schweiz

### Digitale Demokratie, Mitwirkungsplattform
Im Manifest für Digitale Demokratie: Digitale Demokratie – Schweiz, wir müssen reden! (2017), einer Initiative der Universität Zürich Digital Society Initiative (DSI), appellieren die Initianten und Wissenschafter (Abraham Bernstein, Professor für Informatik, UZH und Digital Society Initiative; Fabrizio Gilardi, Professor für Policy-Analyse, UZH; Maximilian Stern, staatslabor und foraus) dafür, digitale Instrumente in der direkten Demokratie bewusst und positiv einzusetzen. Sie laden alle Bürgerinnen und Bürger der Schweiz dazu ein, ihre Ideen für die Gestaltung der digitalen Demokratie einzubringen und stellen für diese Weiterentwicklung der Schweizer Demokratie folgende Grundsätze auf:
1. Digitalisierung ermöglicht eine direktere Demokratie, garantiert sie aber nicht
2. die Digitalisierung soll mehr Betroffene zu Beteiligten machen
3. digitale Demokratie soll nicht nur existierende Prozesse vereinfachen, sondern diese im Sinne der Bürgerinnen und Bürger neu gestalten.
4. die Digitale Demokratie muss eine Balance zwischen Agilität und Stabilität finden
5. dazu benötigt es Mittel und die Bereitschaft, im Kleinen zu testen – in folgenden drei Bereichen:

1. miteinander reden
2. gemeinsam beschliessen
3. gemeinschaftlich bestimmen

Für Ideen, Vorschläge, wie man die Demokratie mit digitalen Mitteln verbessern kann und Abstimmungen über sie, haben sie eine Digitale Demokratie Brainstorming Plattform eingerichtet.